# آیین آنگلوساکسون‌ها
آیین آنگلوساکسون‌ها (انگلیسی: Anglo-Saxon religion) یا پاگانیسم آنگلوساکسون‌ها (انگلیسی: Anglo-Saxon paganism)، به باورهای مذهبی آنگلوساکسون‌ها پیش از گرویدن به مسیحیت گفته می‌شود. این عنوان معمولا، به باورها و اعمال مذهبی گفته می‌شود که بین آنگلوساکسون‌ها بین قرن‌های پنجم و هشتم پس از میلاد دنبال می شدند. 
این دین که برگرفته از مذهب اولیه عصر آهن در قاره اروپای شمالی بود، پس از مهاجرت آنگلوساکسون ها در اواسط قرن پنجم به بریتانیا معرفی شد و تا زمان مسیحی شدن پادشاهی های آن بین قرن های هفتم و هشتم،تاسیس کردند سیستم اعتقادی غالب در انگلستان باقی ماند و به تدریج در فرهنگ عامه آمیخته شد. اصطلاحات تحقیرآمیز نظیر بت پرستی را  اولین بار آنگلوساکسون های مسیحی درباره این دین به کار بردند و به نظر نمی رسد که این بت پرستان خود نامی برای دین خود داشته باشند. بنابراین در میان محققان معاصر در مورد مناسب بودن ادامه توصیف این نظام های اعتقادی با استفاده از این اصطلاح مسیحی بحث هایی وجود داشته است. دانش معاصر از بت پرستی آنگلوساکسون عمدتاً از سه منبع سرچشمه می گیرد: شواهد متنی که توسط آنگلوساکسون های مسیحی مانند سنت بید تهیه شده است، شواهد نام مکان ها، و شواهد باستان شناسی مربوط به اعمال مذهبی. 
بت پرستی آنگلوساکسون یک نظام اعتقادی چند خدایی بود که حول اعتقاد به خدایان متمرکز بود. برجسته ترین این خدایان احتمالا وودن بود. از دیگر خدایان برجسته می توان به تونور و تیو اشاره کرد. همچنین اعتقادی به موجودات ماوراء طبیعی دیگری که  زندگی می کردند وجود داشت، از جمله الف ها، نیکورها و اژدهاها. آداب مذهبی عمدتاً حول محور قربانی کردن اشیاء بی جان و حیوانات، به این خدایان، به ویژه در برخی جشن های مذهبی در طول سال، می چرخید. شواهدی مبنی بر وجود معابد چوبی وجود دارد، اگرچه سایر مراسم مذهبی ممکن است در فضای باز بوده و شامل درختان مذهبی نیز باشد. اطلاعات کمی در مورد تصورات بت پرستانه از زندگی پس از مرگ وجود دارد، اگرچه چنین اعتقاداتی احتمالاً بر شیوه های تشییع جنازه تأثیر می گذارد
خدایان این دین زمینه را برای نامگذاری روزهای هفته در زبان انگلیسی فراهم کردند. 

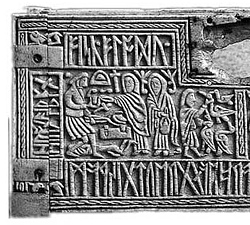
نیمه سمت راست صفحه جلوی تابوت فرانکی قرن هفتمی، که افسانه پان ژرمنیک و آنگلوساکسون را به تصویر می کشد.

## تعریف

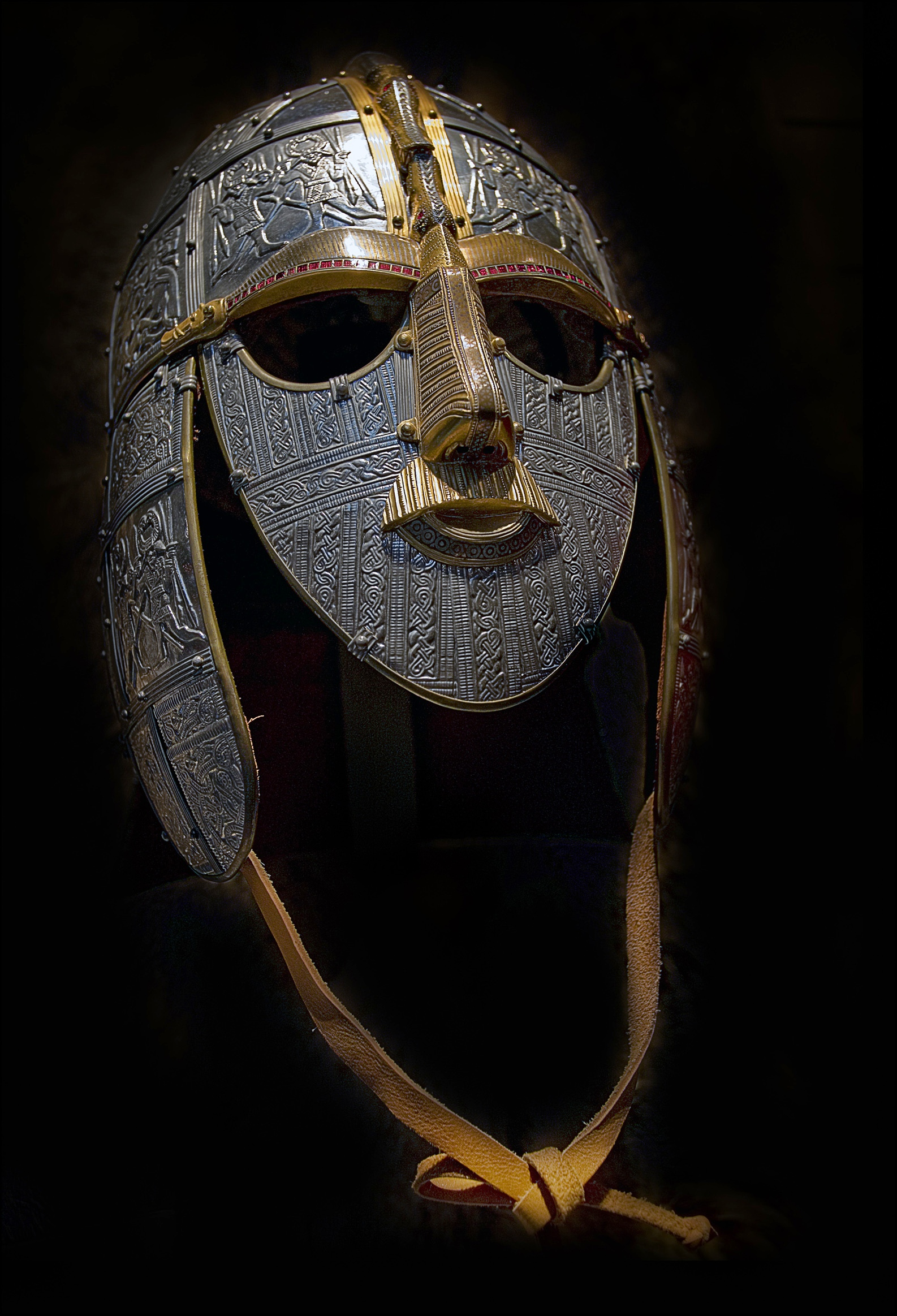
یک کپی از کلاهخودساتن هو

کلمه پگان یک اصطلاح لاتین است که توسط مسیحیان در انگلستان آنگلوساکسون برای اشاره به غیر مسیحیان استفاده می شد.در انگلیسی قدیم، زبان عامیانه انگلستان آنگلوساکسون، این اصطلاح معادل hæðen ("خداوند") بود، این کلمه با heiðinn اسکاندیناوی قدیم همریشه بود، که هر دو ممکن است از یک کلمه گوتیک به نام haiþno مشتق شده باشند. هر دو اصطلاح بت پرست و پگان اصطلاحاتی بودند که دارای مضامین تحقیرآمیز بودند، از hæðen در متون متأخر آنگلوساکسون برای اشاره به جنایتکاران و دیگرانی که به نظر می رسید طبق آموزه های مسیحی رفتار نمی کردند، استفاده می شد. اصطلاح «بت‌پرستی» همانطور که نیل پرایس باستان‌شناس بیان کرده، در خصوص آنگلوساکسون ها، «عمدتاً مفهومی پوچ است که با آنچه مربوط به مسیحیت نیست تعریف می‌شود. ».
هیچ مدرکی وجود ندارد که کسی که در انگلستان آنگلوساکسون زندگی می‌کند، خود را «بت پرست» توصیف کرده باشد یا اینکه یک دین منحصر به فرد، «بت‌پرستی» را درک کرده باشد. نظام های اعتقادی بت پرستان از دیگر جنبه های زندگی روزمره جدایی ناپذیر بودند. به گفته باستان شناسان مارتین کارور، الکس سانمارک، و سارا سمپل، بت پرستی آنگلوساکسون "دینی با قوانین و نهادهای فرامنطقه ای نبود، بلکه اصطلاحی نابسامان برای انواع دیدگاه های محلی فکری حول محور جهان بود." کارور تاکید کرد که در انگلستان آنگلوساکسون، نه بت پرستی و نه مسیحیت نماینده «مواضع فکری یا قوانین و عملکرد همگن» نبودند. به عنوان یک پدیده، این نظام اعتقادی فاقد هرگونه قاعده یا قواعد ظاهری بود و تنوع منطقه‌ای و زمانی را به نمایش گذاشت. الکس پلاسکوفسکی، باستان شناس، پیشنهاد کرده که می توان از «بت پرستی های چندگانه آنگلوساکسون» صحبت کرد.
مریلین دان مورخ، بت پرستی آنگلوساکسون را دینی «جهان پذیرا» توصیف کرد، دینی که «به اینجا و اکنون» و به ویژه به مسائل مربوط به امنیت خانواده توجه داشت. ، رفاه و دوری از خشکسالی یا قحطی در این دین مهم بودند، او بت پرستی آنگلوساکسون را به عنوان یک «دین عامیانه» توصیف می کند، زیرا پیروان آن بر بقا و سعادت در این جهان تمرکز داشتند.
استفاده از عبارات «بت پرستی» یا «پگانیسم» هنگام بحث درباره نظام های اعتقادی پیش از مسیحیت در انگلستان آنگلوساکسون مشکل ساز است. از نظر تاریخی، بسیاری از محققان اولیه دوره آنگلوساکسون از این اصطلاحات برای توصیف باورهای مذهبی در انگلستان قبل از گرویدن به مسیحیت در قرن هفتم استفاده کردند.چندین محقق بعدی این رویکرد را مورد انتقاد قرار دادند؛ همانطور که مورخ یان ان. وود بیان کرده است، استفاده از اصطلاح "بت پرست" در هنگام بحث در مورد آنگلوساکسون ها، محقق را مجبور می کند تا "ساختارهای فرهنگی و قضاوت های ارزشی اوایل قرون وسطی [مسیحی] را اتخاذ کند.» و از این رو برداشت های علمی از دیدگاه های مشرکان را مبهم و نارسا می کند. در حال حاضر، در حالی که برخی از آنگلوساکسونیست ها هنگام بحث در مورد اوایل دوره آنگلوساکسون، استفاده از اصطلاحات "بت پرستی" یا "پگانیسم" را متوقف کرده اند، برخی دیگر به این کار ادامه داده اند و این اصطلاحات را وسیله ای مفید برای تعیین چیزی می دانند که مسیحی نیست. با این حال مورخ جان هاینز «مذهب سنتی» را به عنوان جایگزین بهتری پیشنهاد کرده است، اگرچه کارور نسبت به این امر هشدار داده و اشاره کرده که بریتانیا در قرن پنجم تا هشتم مملو از ایده های جدید بود و بنابراین سیستم های اعتقادی آن دوره به ویژه «سنتی» نبوده اند. ".اصطلاح دین «پیش از مسیحیت» نیز پیشنهاد شده است; این اصطلاح از معانی ارزشی نظیر «بت پرستی» و «الحاد پرستی» اجتناب می کند، امااز نظر زمانی دقیق نیست.

نقشه سیاسی بریتانیا ۶۵۰ میلادی (اسامی به زبان انگلیسی مدرن هستند)

## مدارک

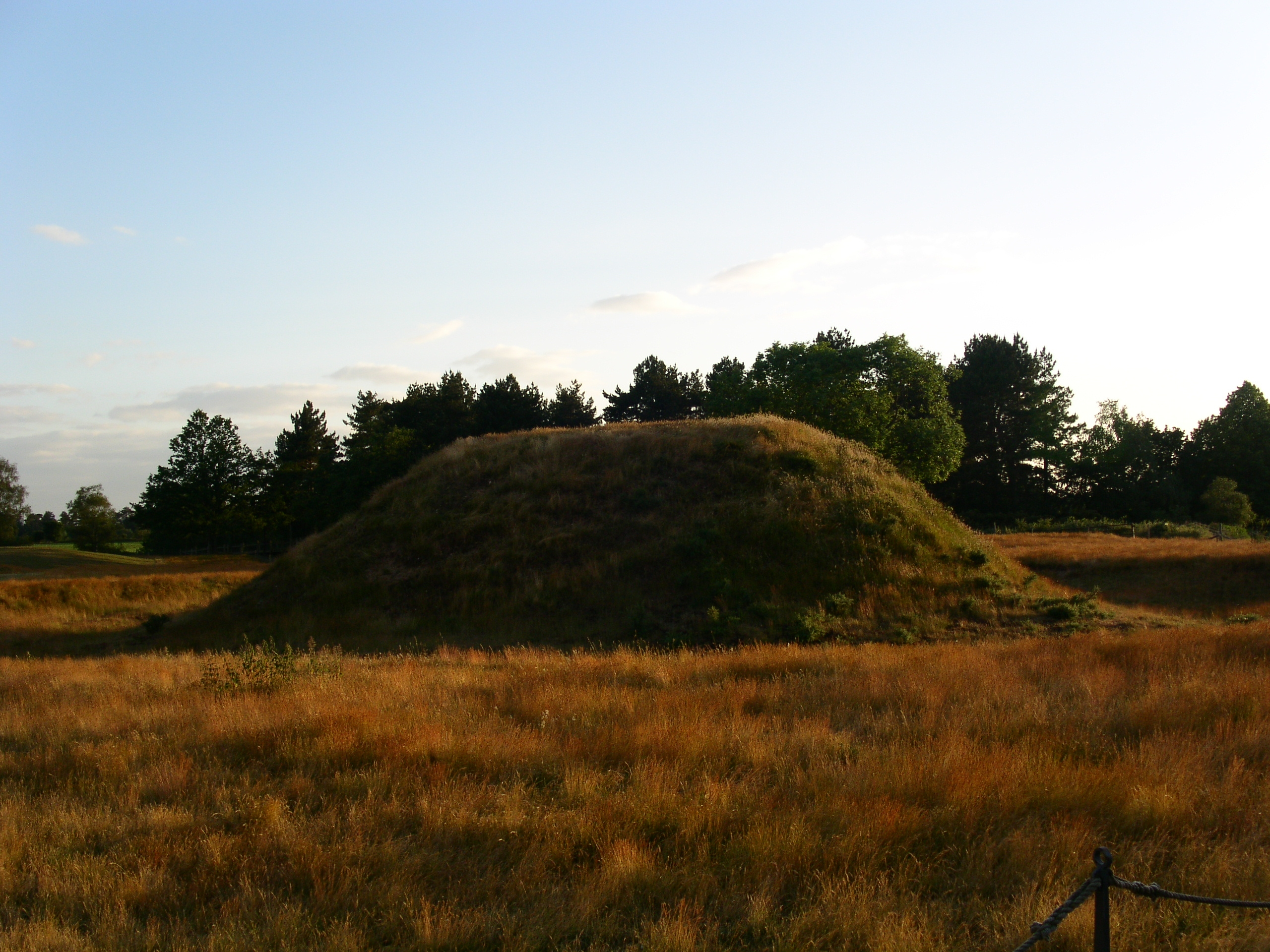
یکی از گوردخمه های ساتون هو

جامعه پیش از مسیحیت انگلستان آنگلوساکسون بی سواد بود. بنابراین هیچ مدرک مکتوبی که توسط خود مشرکان آنگلوساکسون تهیه شده باشد وجود ندارد. در عوض، منابع متنی اولیه ما از نویسندگان بعدی، مانند سنت بید و نویسنده ناشناس زندگی سنت ویلفرد، که به جای انگلیسی باستان به لاتین نوشتند، ناشی شده است. این نویسندگان علاقه‌ای به ارائه تصویری کامل از نظام‌های اعتقادی پیش از مسیحیت آنگلوساکسون‌ها نداشتند، و بنابراین تصویر ما از این باورهای دینی پراکنده و اتفاقی است. همچنین ممکن است نوشته‌های آن دسته از مبلغان مسیحی آنگلوساکسون که در تبدیل جوامع بت پرست قاره اروپا، فعال بودند، مفیدتر باشد، همچنین نوشته‌های تاسیتوس، نویسنده رومی قرن اول پس از میلاد، که در مورد آن اظهار نظر کرده است خالی از فایده نیست. ادیان بت پرستی اجداد آنگلوساکسون ها در قاره اروپا حتما با آیین های متاخر مرتبط بوده اند. مورخ فرانک استنتون اظهار داشت که متون موجود فقط "تصویر ضعیفی" از دین بت پرستی در انگلستان آنگلوساکسون را به ما ارائه می دهند،در حالی که، دیوید ویلسون باستان شناس اظهار داشته که نسبت به منابع مکتوب "باید با احتیاط برخورد کرد».
اسناد متنی بسیار کمتری درباره بت پرستی آنگلوساکسون نسبت به سیستم های اعتقادی پیش از مسیحیت که در ایرلند، فرانکیا، یا اسکاندیناوی یافت می شود، وجود دارد. هیچ گزارش رسمی و منظمی از باورهای بت پرستی آنگلوساکسون ها وجود ندارد، به عنوان مثال برای اساطیر کلاسیک و اساطیر نورس اگرچه بسیاری از محققان از اساطیر نورس به عنوان راهنمایی برای درک باورهای انگلستان آنگلوساکسون پیش از مسیحیت استفاده کرده اند، اما در مورد سودمندی این رویکرد احتیاط شده است. استنتون فرض می کند که ارتباط بین بت پرستی آنگلوساکسون و اسکاندیناوی "در گذشته ای وجود داشته" و مربوط به زمان مهاجرت آنگلوساکسون ها به بریتانیا است او ادعا می کند که تنوع آشکاری در بین باورهای پیش از مسیحیت وجود دارد. تنوع ادیان در خود اسکاندیناوی، استفاده از ادیان و باورهای اسکاندیناوی را برای درک مباحث انگلستان پیچیده تر می کند. برعکس، برایان برانستون مورخ برای استفاده از منابع اسکاندیناوی قدیم برای درک بهتر باورهای بت پرستی آنگلوساکسون، با تشخیص اشتراکات اساطیری بین این دو که ریشه در اصل و نسب مشترک آنها دارد، دلیل می آورد.
نام‌ مکان های انگلیسی قدیمی نیز اطلاعاتی در مورد اعتقادات و اعمال پیش از مسیحیت انگلستان آنگلوساکسون ارائه می‌دهند. برخی از این مکان‌ها به نام خدایان خاص اشاره می‌کنند، در حالی که برخی دیگر از اصطلاحاتی استفاده می‌کنند که به اعمال مذهبی اشاره دارد که در آنجا انجام می‌شده است. در انگلستان، این دو دسته از هم جدا باقی می مانند، بر خلاف اسکاندیناوی، که در آن نام مکان های خاص هر دو ویژگی را نشان می دهند. مکان‌هایی که تداعی‌ کننده مضامین مشرکانه است عمدتاً در مرکز و جنوب شرقی انگلستان متمرکز شده‌اند، مشخص نیست که چرا چنین نام‌هایی در بخش‌های خاصی از کشور نادر هستند یا وجود ندارند. این ممکن است به دلیل تغییرات در نامگذاری ناشی از اسکان اسکاندیناوی ها  یا به دلیل تلاش های بشارتی مقامات بعدی مسیحی باشد. در سال ۱۹۴۱ میلادی استنتون پیشنهاد کرد که «بین پنجاه تا شصت مکان عبادت بت‌ها» را می‌توان از طریق شواهد نام مکان ها شناسایی کرد،  اگرچه در سال ۱۹۶۱ میلادی،  مارگارت گلینگ هشدار داد که تنها چهل و پنج مورد از این مکان‌ها قابل اعتماد به نظر می‌رسند.  با این حال، متخصص ادبیات فیلیپ شاو هشدار داده است که بسیاری از این مکان‌ها ممکن است توسط مشرکان نامگذاری نشده باشند، بلکه توسط آنگلوساکسون‌های مسیحی متأخر نام‌گذاری شده‌اند، که بازتاب فضاهایی است که از دیدگاه مسیحی بت‌شناخته می‌شوند.
بر اساس شواهد موجود، مورخ جان بلر اظهار داشت که مذهب پیش از مسیحیت انگلستان آنگلوساکسون تا حد زیادی شبیه "مذهب بریتانیایی های بت پرست تحت حاکمیت روم... حداقل در اشکال ظاهری آن" است. با این حال، آدری مینی باستان شناس به این نتیجه رسید که "شواهد غیرقابل شک بسیار کمی برای بت پرستی آنگلوساکسون وجود دارد، و ما از بسیاری از ویژگی های اساسی سازمان و فلسفه آن غافل هستیم". ، روی پیج، متخصص انگلیسی قدیمی، این دیدگاه را بیان کرد که شواهد باقیمانده «بیش از حد کم و پراکنده» است که به درک خوبی از بت پرستی آنگلوساکسون برسد.

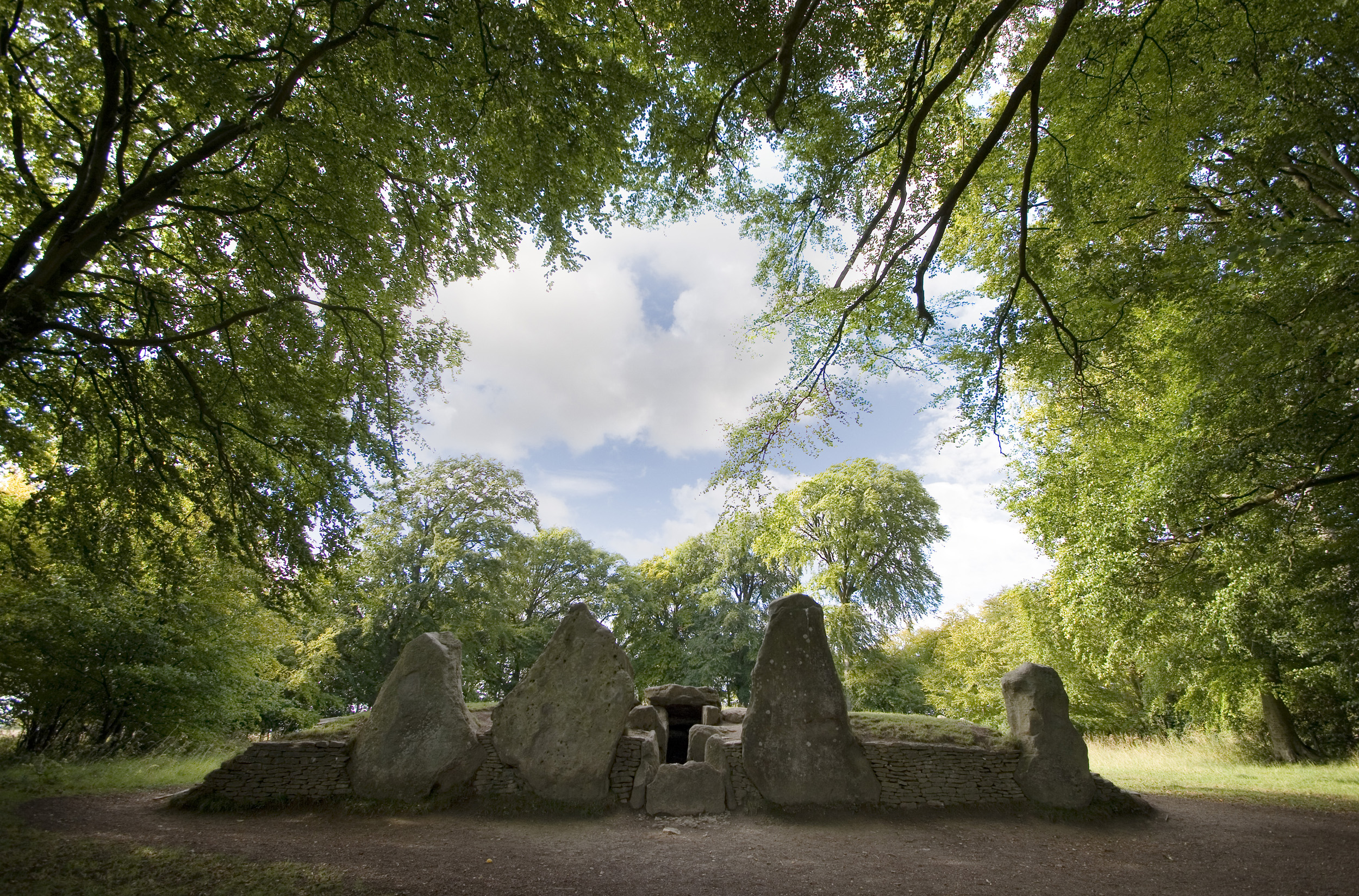
بارو بلند دوران نوسنگی ویلند اسمیتی ممکن است نمادی مذهبی برای آنگلوساکسون های پیش از مسیحیت بوده باشد

## جشن ها

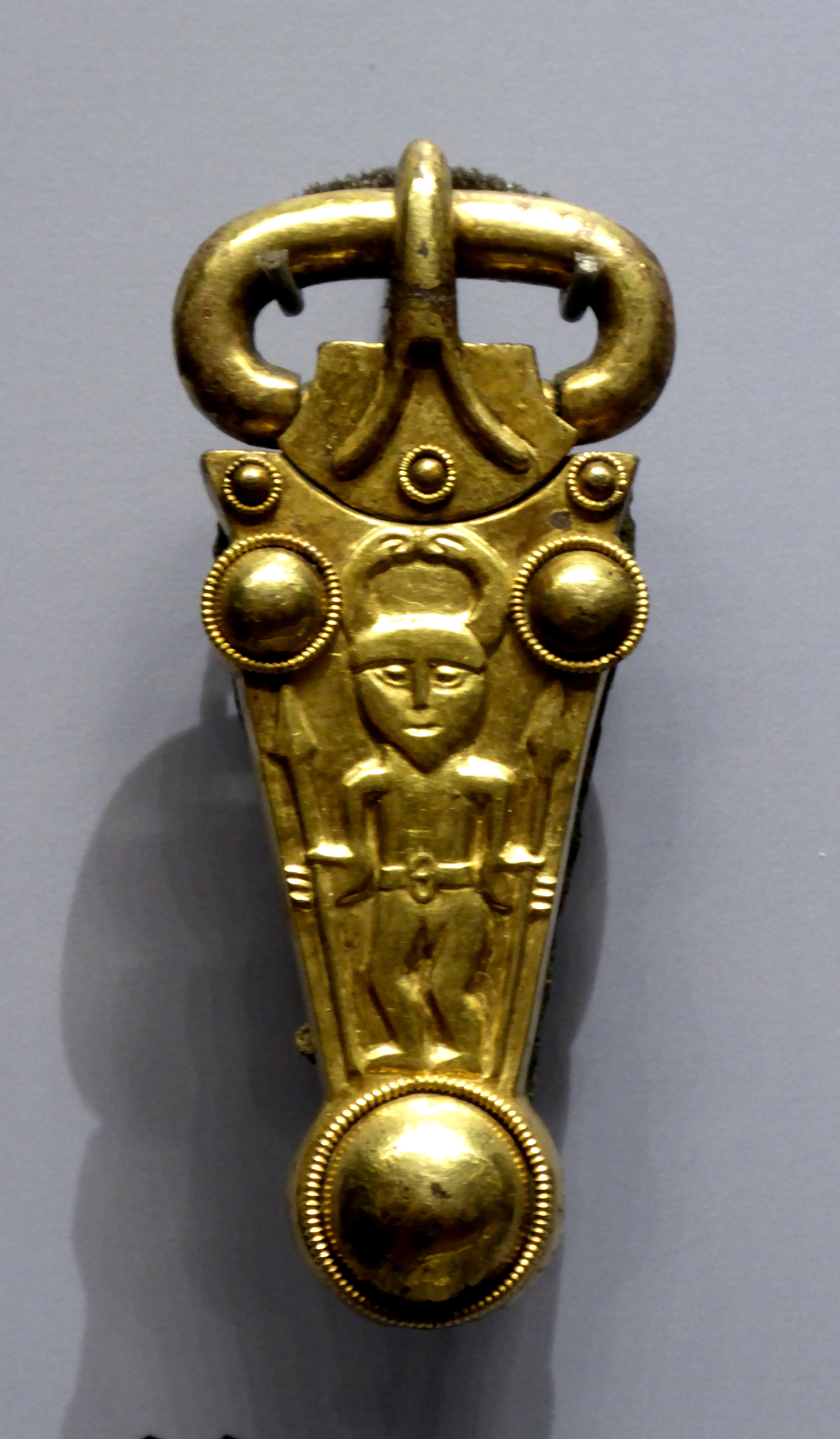
سگک فینگلشم در موزه اشمولین

همه آنچه در مورد جشن های مذهبی آنگلوساکسون های بت پرست می دانیم از کتاب نوشته شده توسط سنت بید به نام De temporum ratione ("حساب زمان") بدست آمده است که در آن او تقویم سال را توصیف کرده است.البته هدف او توصیف سال مقدس مشرکانه نبوده و اطلاعات اندک کتاب را می توان از منابع دیگر تأیید کرد. سنت بید توضیحاتی را برای نام‌های مختلف جشن‌های پیش از مسیحیت ارائه کرده، اما این ریشه‌شناسی‌ها مشکوک هستند. معلوم نیست که آیا این ریشه شناسی ها بر اساس دانش از قبل موجود او بوده اند یا نظریه های خود او را نشان می دهند. تردید ها بیشتر ناشی از این واقعیت است که  ریشه‌شناسی نام برخی از مکان که سنت بید در نوشته‌هایش ارائه می‌کند، آشکارا اشتباه هستند.
آنگلوساکسون‌های بت پرست از تقویمی با دوازده ماه قمری پیروی می‌کردند که گاهاً سال سیزده ماه داشت تا هم‌ترازی قمری و خورشیدی اصلاح شود. سنت بید ادعا کرد که بزرگترین جشن بت پرستی مدر نایت(Modraniht ) به معنی شب مادران بوده، که در انقلاب زمستانی، که نشانه آغاز سال آنگلوساکسون بود، قرار داشت.
پس از این جشن، در ماه سولمونا (فوریه)، سنت بید ادعا می کند که مشرکان به خدایان خود کیک تقدیم می کردند. سپس، در ایوستور (آوریل)، جشن بهاری برگزار می‌شد که به الهه ایوستور تقدیم می‌شد، و جشن مسیحی بعدی عید پاک نام خود را از این ماه و الهه آن گرفت. ماه سپتامبر به نام هالگمونات( Halegmonath) به معنای ماه مقدس شناخته می شد که ممکن است نشان دهد که اهمیت مذهبی خاصی داشته است. ماه نوامبر به عنوان بلوتمونا( Blōtmōnaþ) به معنای ماه بلوط شناخته می شد و با قربانی کردن حیوانات، هم برای تقدیم به خدایان و هم احتمالاً برای جمع آوری منبع غذایی برای ذخیره در زمستان، همراه بوده است.
برایان برانستون، مورخ، با اشاره به گزارش بید از سال آنگلوساکسون ها، خاطرنشان کرد که آنها «در واقع مردمی بودند که با مادر زمین و پدرآسمانی  رابطه همزیستی داشتند». استنتون معتقد است که روایت بِد نشان می‌دهد که «عنصر قوی جشن» در قلب تقویم اولیه آنگلوساکسون وجود داشت. مورخ جیمز کمپبل این تقویم را به عنوان یک "تقویم پیچیده" توصیف کرده و اظهار داشته که برای برنامه ریزی برای مشاهده آن به "یک کشیش ماهر و شناخته شده" نیاز است.

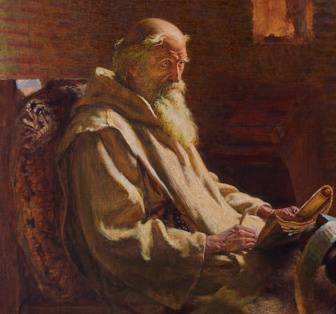
تصویری از سنت بید در اوایل قرن بیستم، که بسیاری از اطلاعات متنی را در مورد بت پرستی آنگلوساکسون منتسب به اوست. نقاشی توسط جیمز دویل پنروز.

## نماد ها

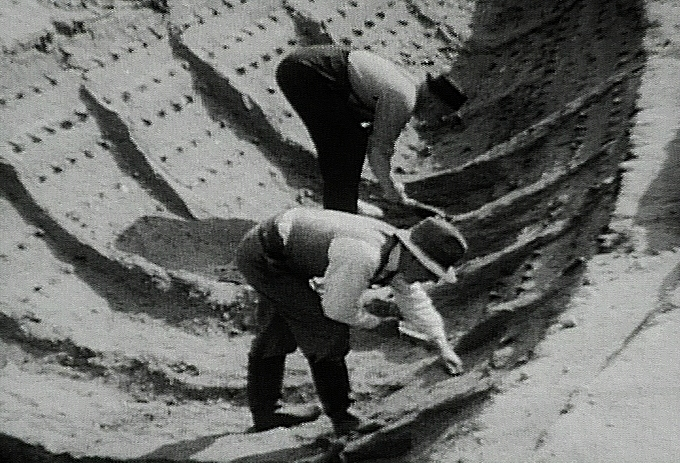
حفاری مربوط به ساتن هو

نمادهای تکراری مختلفی بر روی برخی از مصنوعات بت پرستان آنگلوساکسون، به ویژه بر روی قبرها ظاهر می شود. قابل توجه ترین آنها صلیب شکسته بود که به طور گسترده بر روی کوزه ها و همچنین بر روی سنجاق های مختلف و سایر اشکال جواهرات و همچنین بر روی قطعات خاصی از سلاح های تشریفاتی حک شده بود. دیوید ویلسون باستان شناس اظهار داشت که "بی شک برای آنگلوساکسون ها اهمیت ویژه ای داشت، چه این اهمیت جادویی باشد یا مذهبی، یا هر دو. به نظر بسیار محتمل است که این نماد خدای رعد و برق تونور باشد، و هنگامی که بر روی سلاح ها یا تجهیزات نظامی یافت می شود. هدف این خواهد بود که حفاظت و موفقیت در نبرد را تضمین کند." او همچنین خاطرنشان کرد که استفاده گسترده از آن ممکن است منجر به تبدیل آن به "یک وسیله صرفاً تزئینی بدون اهمیت نمادین واقعی" شود.نماد دیگری که بر روی چندین مصنوعات بت پرست از این دوره، از جمله تعدادی شمشیر، ظاهر شده است، رون ᛏ است که نشان دهنده حرف T است و ممکن است با خدای تیو مرتبط باشد.
در اواخر قرن ششم و هفتم، روندی در انگلستان آنگلوساکسون پدیدار شد که متضمن نمادگرایی مردی با کلاه شاخ بود.باستان شناس، تیم پاستل اظهار داشت که اینها "یکی از واضح ترین نمونه های اشیاء با مفاهیم اصلی مذهبی " را نشان می دهند. این شمایل نگاری منحصر به انگلستان نیست و می توان آن را در اسکاندیناوی و اروپای ژرمنی قاره ای نیز یافت. گنجاندن این تصویر روی کلاه ایمنی و آویزها ممکن است تداعی‌ کننده مفاهیم ژرفی باشد.

## نام روزها

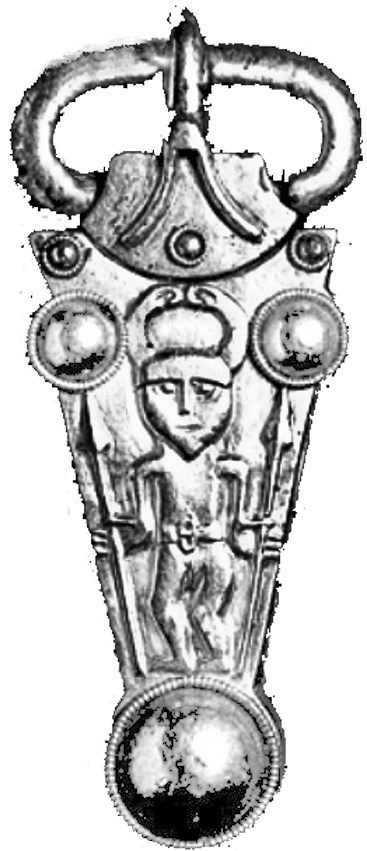
یک نماد پگان

چهار روز از روزهای انگلیسی مدرن هفته نام خود را از خدایان آنگلوساکسون گرفته اند و این نام‌ها ریشه در سیستم لاتین نام‌های روزهای هفته دارند آنگلوساکسون‌ها، مانند سایر اقوام ژرمن، نام‌ روزهای هفته را که به واسطه تعاملشان با امپراتوری روم پذیرفته شده بود،با روزهای هفته در امپراتوری روم تطبیق دادند، اما خدایان بومی خود را بر خدایان رومی ترجیح دادند نام خدایان به ترتیب ذیل است:
- Sunday بر اساس خورشید یا سول
- Monday بر اساس ماه یا لونا
- Tuesday بر اساس تیر (اسطوره‌شناسی نورس)
- Wednesday بر اساس اودین (اسطوره‌شناسی نورس)
- Thursday بر اساس ثور (اسطوره‌شناسی نورس)
- Friday بر اساس فریگ (اسطوره‌شناسی نورس)

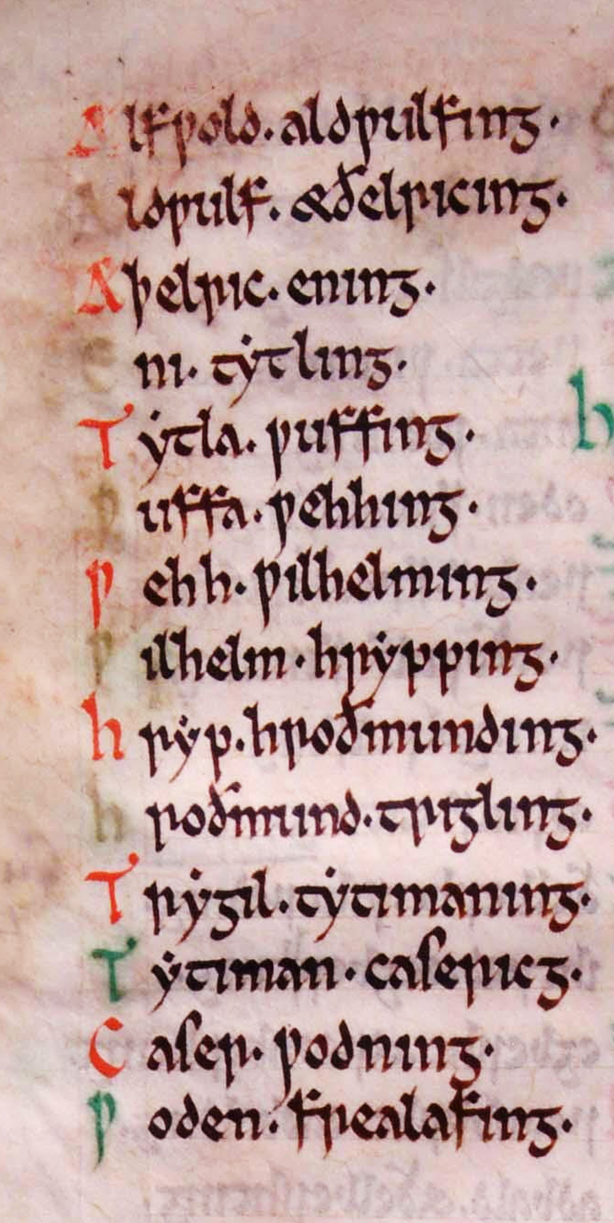
شجره نامه یک پادشاه پگان

- Saturday بر اساس کیوان یا ساترن

## تاریخ نگاری
در حالی که تحقیقات تاریخی در مورد بت پرستی ژرمنی و اساطیر آن در قرن هفدهم با ادا آیلندوروم (Edda Islandorum) اثر پدر رسن(Peder Resen) (۱۶۶۵) آغاز شد، این مطالعه عمدتاً فقط بر اساطیر نورس متمرکز بود که بیشتر آن در منابع قدیمی ایسلندی حفظ شده بود. در قرن هجدهم، رمانتیسیسم انگلیسی اشتیاق شدیدی به فرهنگ ایسلند و نوردیک ایجاد کرد در این راستا در اشعار انگلیسی فضایل وایکینگ‌ها ستایش می‌شدند،  این علاقه به عنون مثال در«قصیده‌های رونی» توماس وارتون در سال ۱۷۴۸ ابراز شد. با ایجاد ناسیونالیسم نوپا در اروپای اوایل قرن نوزدهم، تا دهه ۱۸۳۰ در زبان های اسکاندیناوی و آلمانی «اسطوره‌های ملی» احیا شدند. رمانتیسم بریتانیایی در همان زمان احیای فرهنگ سلتیک و وایکینگ را دنبال می کرد، اما بر آنگلوساکسون‌ها متمرکز نبود، زیرا شواهد بسیار کمی از اساطیر بت پرستی آنها باقی مانده بود. در واقع، شواهد بت پرستی در انگلستان آنگلوساکسون به قدری ناچیز بود که برخی از محققان تصور کردند که آنگلوساکسون ها اساساً از لحظه ورودشان به بریتانیا مسیحی شده بودند.
مطالعه بت پرستی آنگلوساکسون تنها در اواسط قرن نوزدهم بود آغاز شد، زمانی که جان کمبل جلد اول ساکسون هادر انگلستان (۱۸۴۹) را منتشر کرد، که در آن درباره سودمندی بررسی نام مکان ها برای یافتن این مذهب بحث کرد.به دنبال آن کتاب بقایای پاگان ساکسوندوم جان یونگ آکرمن (۱۸۵۵) منتشر شد. آکرمن از موضوع انتخابی خود در مقدمه با اشاره به شواهد باستان‌شناختی از مطالعه شواهد مربوط به« ساکسون‌های پاگان» در خاک انگلیس  از «اواسط قرن پنجم تا اواسط یا شاید پایان قرن هفتم» دفاع کرد. از این نقطه به بعد، تحقیقات آکادمیک بیشتری در مورد مذهب بت پرستی آنگلوساکسون ها شروع شد. این امر منجر به انتشار کتاب‌های بیشتری در این زمینه شد، مانند کتاب‌هایی که عمدتاً درباره خدایان آنگلوساکسون بودند، در این میان می توانیم به دو نمونه ذسل اشاره کنیم: خدایان گمشده انگلستان (۱۹۵۷) اثر برایان برانستون، و در جستجوی خدایان گمشده انگلستان اثر کتی هربرت (۱۹۹۴). دیگر آثار مانند بت پرستی آنگلوساکسون دیوید ویلسون (۱۹۹۲) و مجموعه ویرایش شده سیگنال های اعتقادی در انگلستان اولیه: بت پرستی آنگلوساکسون (۲۰۱۰)در مقابل بر شواهد باستان شناسی تأکید کردند.

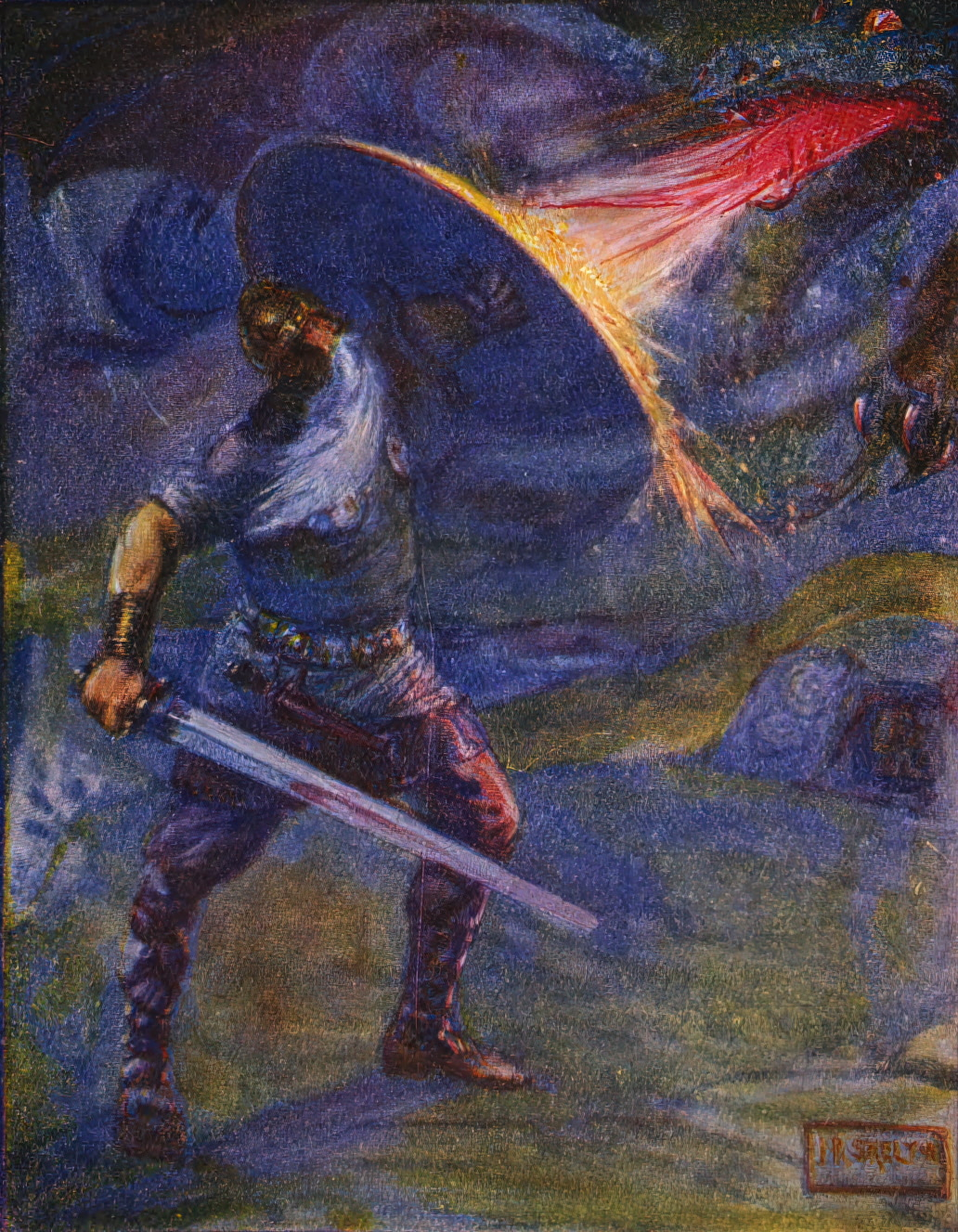
نبرد بیوولف با اژدها.

## پگانیسم مدرن
خدایان  آنگلوساکسون پیش از مسیحیت توسط معتقدین به اشکال مختلف بت پرستی مدرن، به ویژه آنهایی که به جنبش مذهبی جدید هیتنری تعلق دارند، پذیرفته شده اند. خدایان آنگلوساکسون نیز در اشکال پگانیسم مدرن پذیرفته شده اند، در فرقه سیاکس ویکا (Seax-Wicca) که توسط ریموند باکلند در دهه ۱۹۷۰ تأسیس شد نام های خدایان آنگلوساکسون را با ساختار الهیات ویکان ترکیب شد. چنین سیستم های اعتقادی اغلب باورهای نورس را به آنگلوساکسون های بت پرست نسبت می دهند.

## افسانه و شعر
در انگلستان آنگلوساکسون پیش از مسیحیت، افسانه‌ها و داستان‌ها به‌جای نوشتن به صورت شفاهی منتقل می‌شد. به همین دلیل است که امروزه تعداد بسیار کمی از آن ها باقی مانده اند.
در هر دو مرثیه بیوولف و دئور به آهنگر اساطیری ویلند (Weyland) اشاره شده است، علاوه بر این، دو نام مکان در منشورهای قرن دهم ثبت شده است که شامل نام ویلند است.داستان‌های اساطیری مربوط به آن در داستان‌های اسکاندیناوی بهتر تجلی یافته است.
تنها شعر حماسی آنگلوساکسون باقی مانده، داستان بیوولف است که تنها از روی دست نوشته ای که توسط راهب مسیحی در زمانی بین قرن هشتم و یازدهم پس از میلاد نوشته شده است، شناخته شده است. داستانی که شعر روایت می‌کند نه در انگلستان، بلکه در اسکاندیناوی می‌گذرد و حول یک جنگجوی حماسی به نام بیولف می‌چرخد که به دانمارک سفر می‌کند تا هیولایی به نام گرندل را شکست دهد که پادشاهی هروتگار را به وحشت می‌اندازد و بعداً، مادر گرندل را نیز شکست دهد. پس از این، او پادشاه گتلند می شود و سرانجام در نبرد با اژدها می میرد. در قرن هجدهم و اوایل قرن نوزدهم، عموماً اعتقاد بر این بود که بئوولف یک داستان بت پرستی آنگلوساکسون نیست، بلکه یک داستان مسیحی اسکاندیناویایی است.
با این همه، برخی از دانشگاهیان همچنان در مورد پذیرش آن به عنوان منبعی حاوی اطلاعات مربوط به بت پرستی آنگلوساکسون محتاط هستند، پاتریک وورمالد خاطرنشان کرد که «ذخایر عظیمی از انرژی فکری به استفاده از این شعر برای فهم باورهای بت پرستی اختصاص داده شده است، اما باید پذیرفت که اگرچه شاعر می دانسته که قهرمانانش بت پرست بودند، اما چیز زیادی از بت پرستی نمی دانسته است."